# Landtagswahl in Salzburg 2023
- KPÖ: 4
- SPÖ: 7
- GRÜNE: 3
- ÖVP: 12
- FPÖ: 10

- Regierung: 22
- Opposition: 14

Die Landtagswahl in Salzburg 2023 fand am 23. April 2023 statt.
Die ÖVP blieb mit 30,4 % der Stimmen trotz Verlusten die stärkste Partei vor der FPÖ, die mit deutlichen Zugewinnen auf 25,7 % kam. Dies war das beste FPÖ-Ergebnis aller Zeiten bei Landtagswahlen in Salzburg. Die SPÖ verlor an Stimmen und kam auf 17,9 % (schlechtestes Ergebnis aller Zeiten), während die KPÖ mit 11,7 % erstmals seit 1949 in den Landtag einzog und mit ihrem besten Ergebnis aller Zeiten deutlich über den Umfragewerten lag. In der Stadt Salzburg erreichte die KPÖ mit 21,5 % den zweiten Platz hinter der ÖVP. Die mitregierenden Grünen und NEOS verloren an Stimmen, die NEOS zogen mit 4,2 % nicht mehr in den Landtag ein, womit der Partei erstmals in ihrer Geschichte der Wiedereinzug in einen Landtag misslang. Die Wahlbeteiligung lag bei 71 %, ein Anstieg von sechs Prozentpunkten gegenüber der vorherigen Wahl.
Nach der Landtagswahl wurde erstmals in der Geschichte Salzburgs eine Regierungskoalition aus ÖVP und FPÖ ausverhandelt und am 14. Juni durch den neuen Landtag gewählt.

## Ausgangslage
Bei der Landtagswahl 2018 konnte die ÖVP mit 37,8 % der Stimmen stark zulegen und wurde erneut stärkste Partei. Die SPÖ fiel mit 20,0 % auf ihr bis dahin schlechtestes Wahlergebnis bei einer Landtagswahl im Land Salzburg. Die FPÖ wurde mit 18,8 % drittstärkste Partei. Die Grünen mussten heftige Verluste hinnehmen: Nachdem sie bei der Landtagswahl 2013 ihr mit Abstand bestes Ergebnis erreicht hatten, verloren sie mehr als die Hälfte ihrer Stimmen und wurden mit 9,3 % viertstärkste Partei. Die NEOS schafften mit 7,3 % auf Anhieb den Einzug in den Landtag. Die FPS konnte mit 4,5 % knapp die Sperrklausel von 5 % nicht überwinden und zog nicht in den Landtag ein. Andere Parteien spielten keine Rolle.
Als Konsequenz aus dem Wahlergebnis wurde erstmals auf Landesebene eine Koalition aus ÖVP, Grünen und NEOS (Dirndl-Koalition) gebildet. Am 14. Juni 2018 erfolgte die Angelobung der neuen Salzburger Landesregierung (Landesregierung Haslauer jun. II).

## Wahlrecht
Für Landtagswahlen in Salzburg gilt eine 5%-Hürde. Wahlberechtigt waren 386.972 österreichische Staatsbürger, die zum Stichtag 19. Jänner 2023 ihren Hauptwohnsitz in Salzburg hatten und am Wahltag 16 oder älter waren. Auch Auslandssalzburger konnten ihre Stimmen abgeben. Diese durften aber nicht länger als zehn Jahre im Ausland leben und mussten dazu einen Antrag stellen. Wahlkarten- bzw. Briefwahlstimmen wurden bei der Landtagswahl 2023 erstmals vollständig am Wahlabend mit ausgezählt.

## Öffnungszeiten der Wahllokale
Jede Gemeinde legte die Öffnungszeiten ihrer Wahllokale selbst fest. Die ersten Wahllokale öffneten um 06:45 Uhr, während die letzten um 17:00 Uhr schlossen. Zwischen 08:00 Uhr und 12:00 Uhr war zumindest ein Wahllokal in jeder Gemeinde geöffnet.

## Statistik
Im Vorfeld der Landtagswahl wurden insgesamt 55.667 Wahlkarten ausgestellt, ein neuer Rekord bei Landtagswahlen in Salzburg. Von den 386.972 Wahlberechtigten beantragten dementsprechend 14,4 % eine Wahlkarte. Im Vergleich zur Landtagswahl 2018 stieg dieser Anteil deutlich an (8,9 % der Wahlberechtigten bzw. 34.792 beantragte Wahlkarten bei 390.091 Wahlberechtigten).

## Wahlwerbende Parteien
Wahlwerbende Parteien mussten bis zum 1. März 2023 (13.00 Uhr) zusammen mit dem Landeswahlvorschlag entweder 3 Unterschriften von Landtagsabgeordneten oder 600 gültige Unterstützungserklärungen einreichen, um landesweit auf dem Stimmzettel zu stehen. Wahlwerbende Parteien konnten aber auch in einzelnen der 6 Bezirke kandidieren. Dazu mussten je nach Bezirk 80 bis 120 gültige Unterschriften von Wahlberechtigten eingereicht werden.
Am 13. März 2023 gab die Landeswahlbehörde endgültig bekannt, welche Parteien antreten werden: ÖVP, SPÖ, FPÖ, GRÜNE, NEOS, KPÖ, MFG und WIRS traten landesweit zur Landtagswahl an.

### Im Landtag vertreten
- ÖVP – Landeshauptmann Dr. Wilfried Haslauer – Salzburger Volkspartei
- SPÖ – Sozialdemokratische Partei Österreich – Team David Egger
- FPÖ – Freiheitliche Partei Salzburg – Marlene Svazek
- Grüne – Die Grünen – Liste Martina Berthold
- NEOS – NEOS – Freiheit, Fortschritt und Gerechtigkeit

Anmerkung: NEOS zog nach der Wahl 2018 mit 3 Abgeordneten in den Salzburger Landtag ein, hatte aber innerhalb der Legislaturperiode einen Abgeordneten an den ÖVP-Klub verloren. Damit musste NEOS mit nur mehr 2 Abgeordneten ebenso wie die nicht im Landtag vertretenen Parteien 600 Unterschriften sammeln, um auf dem Wahlzettel zu stehen.

### Nicht im Landtag vertreten
- KPÖ – Kay-Michael Dankl – KPÖ Plus
- MFG – MFG Österreich – Menschen Freiheit Grundrechte
- WIRS – Wir sind Salzburg

Anmerkung: WIRS wurde am 5. Dezember als Abspaltung der MFG gegründet.

### Kandidatur zurückgezogen
- SBP – Salzburger Bierpartei

Die SBP wollte ursprünglich nur im Bezirk Flachgau antreten und hatte nichts mit der Bierpartei zu tun. Am 9. März 2023 wurde bekannt, dass es sich bei der Kandidatur nur um eine Kunstaktion handelte – die Bewerbung der SBP wurde zurückgezogen und daher von der Landeswahlkommission nicht akzeptiert.

## Spitzenkandidaten

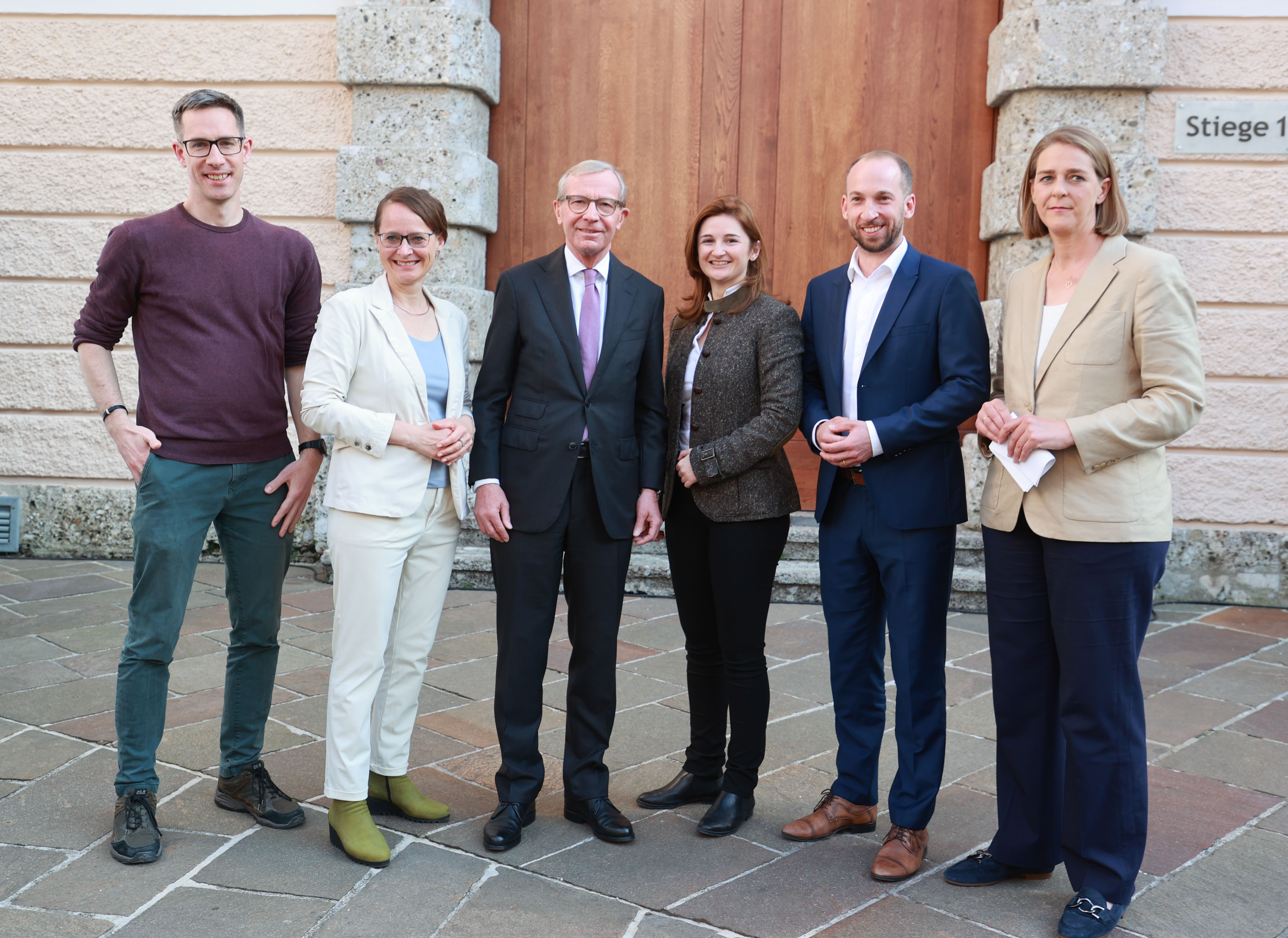
Die Spitzenkandidaten am Wahltag

Im Mai 2022 wählte NEOS Andrea Klambauer zur Spitzenkandidatin für die Landtagswahl. Im September 2022 präsentierte die Salzburger ÖVP ihre Liste zur Landtagswahl, mit Spitzenkandidat und Landeshauptmann Wilfried Haslauer junior. Ende Oktober 2022 wählten die Salzburger Grünen Martina Berthold zur Spitzenkandidatin. Der SPÖ-Landesparteirat wählte David Egger-Kranzinger im November 2022 zum Spitzenkandidaten. Anfang Dezember 2022 präsentierte die FPÖ ihre Liste zur Landtagswahl, angeführt von Spitzenkandidatin Marlene Svazek. Ende Jänner 2023 wurde bekannt, dass Kay-Michael Dankl für die KPÖ Plus als Spitzenkandidat antreten wird. Die Partei MFG hat am 6. März 2023 ihren Spitzenkandidaten für die Salzburger Landtagswahl vorgestellt – es ist Patrick Prömer. Spitzenkandidat von „Wir sind Salzburg“ ist Gerhard Pöttler.

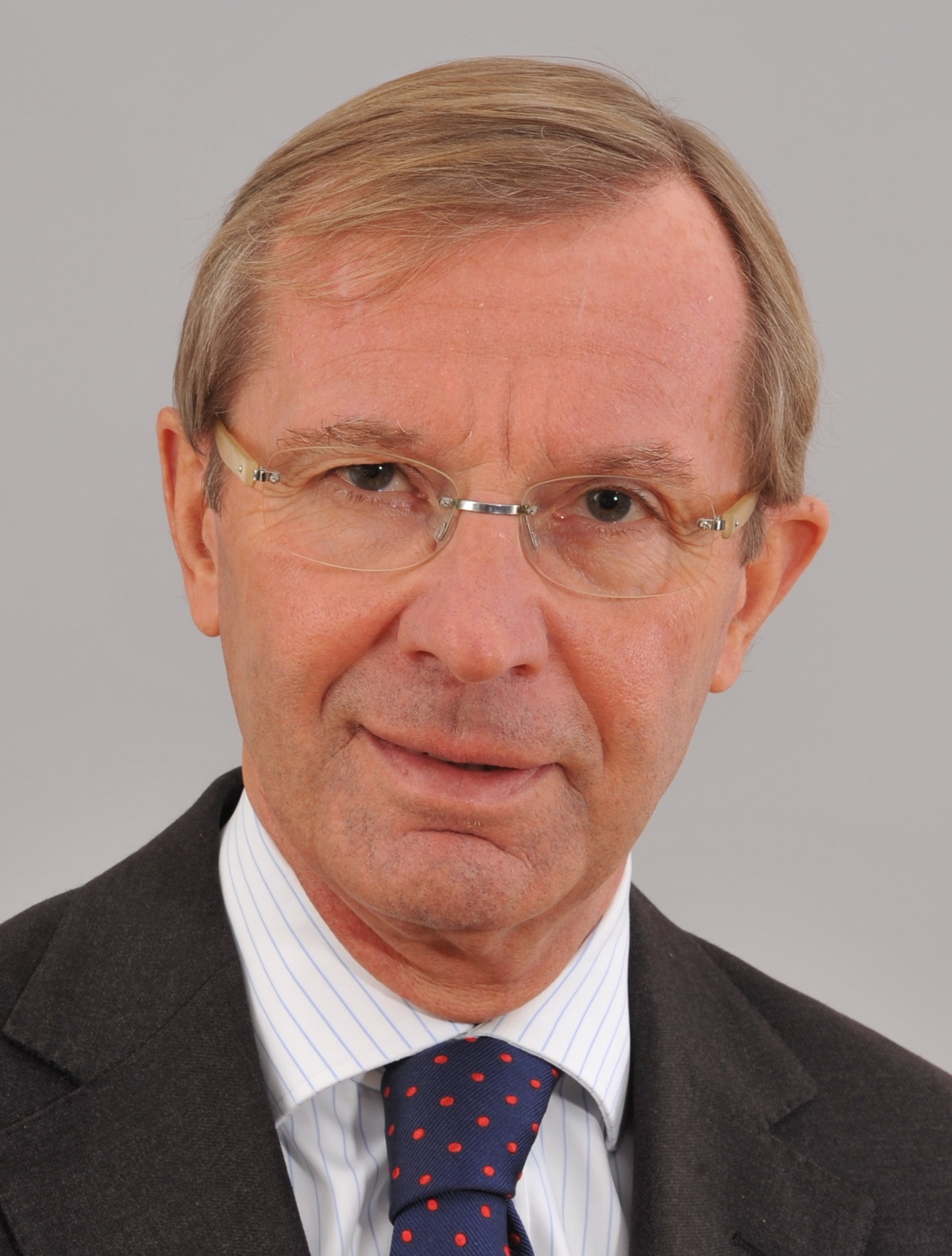
Wilfried Haslauer junior (ÖVP)
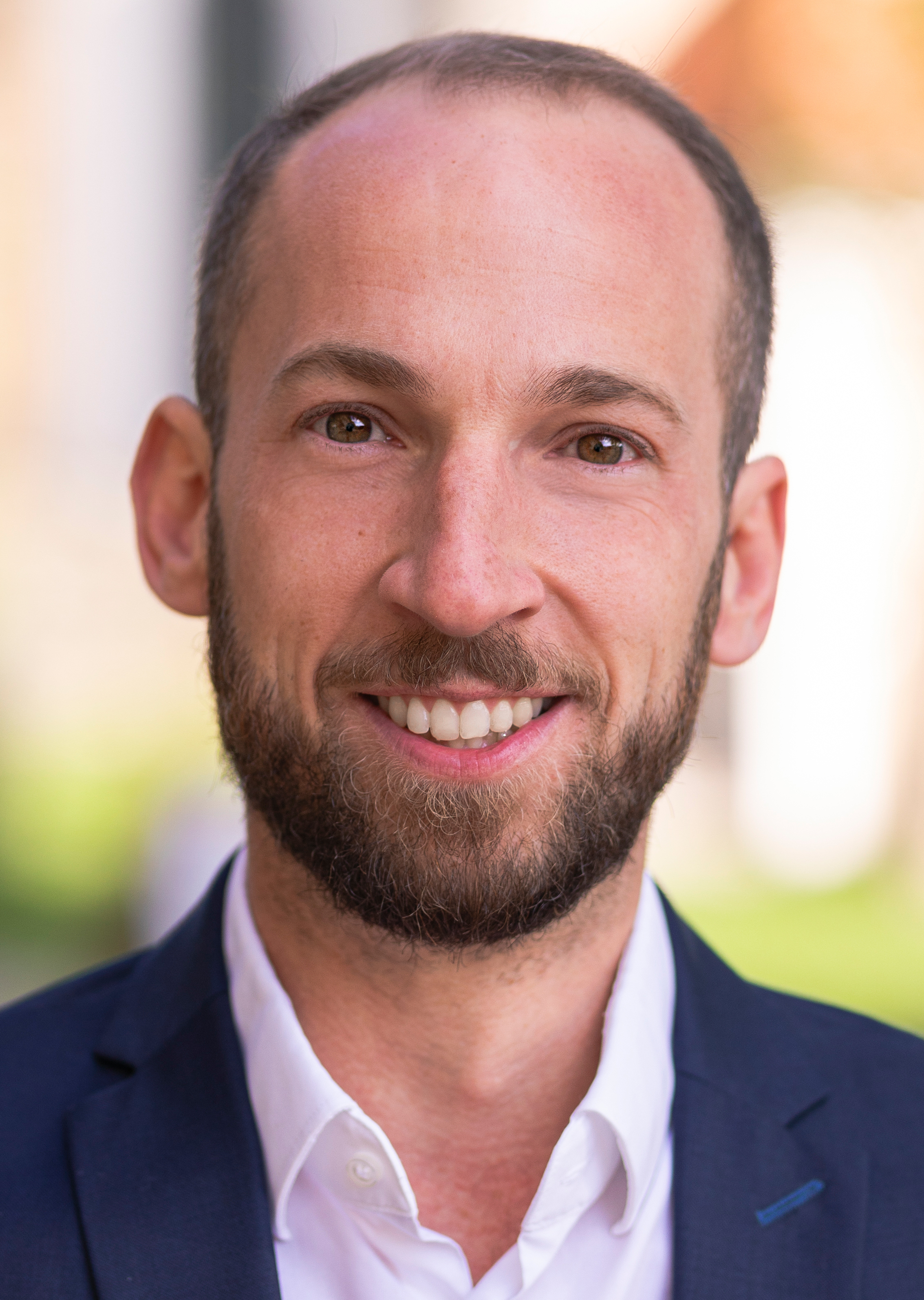
David Egger-Kranzinger (SPÖ)
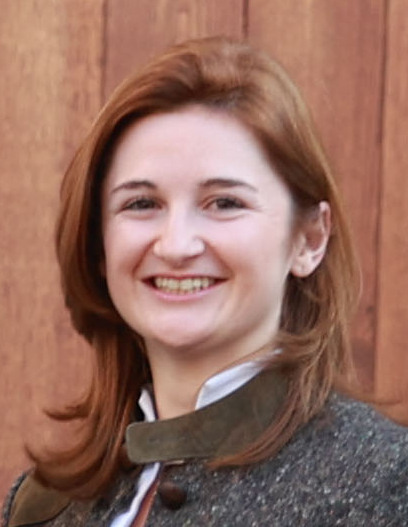
Marlene Svazek (FPÖ)
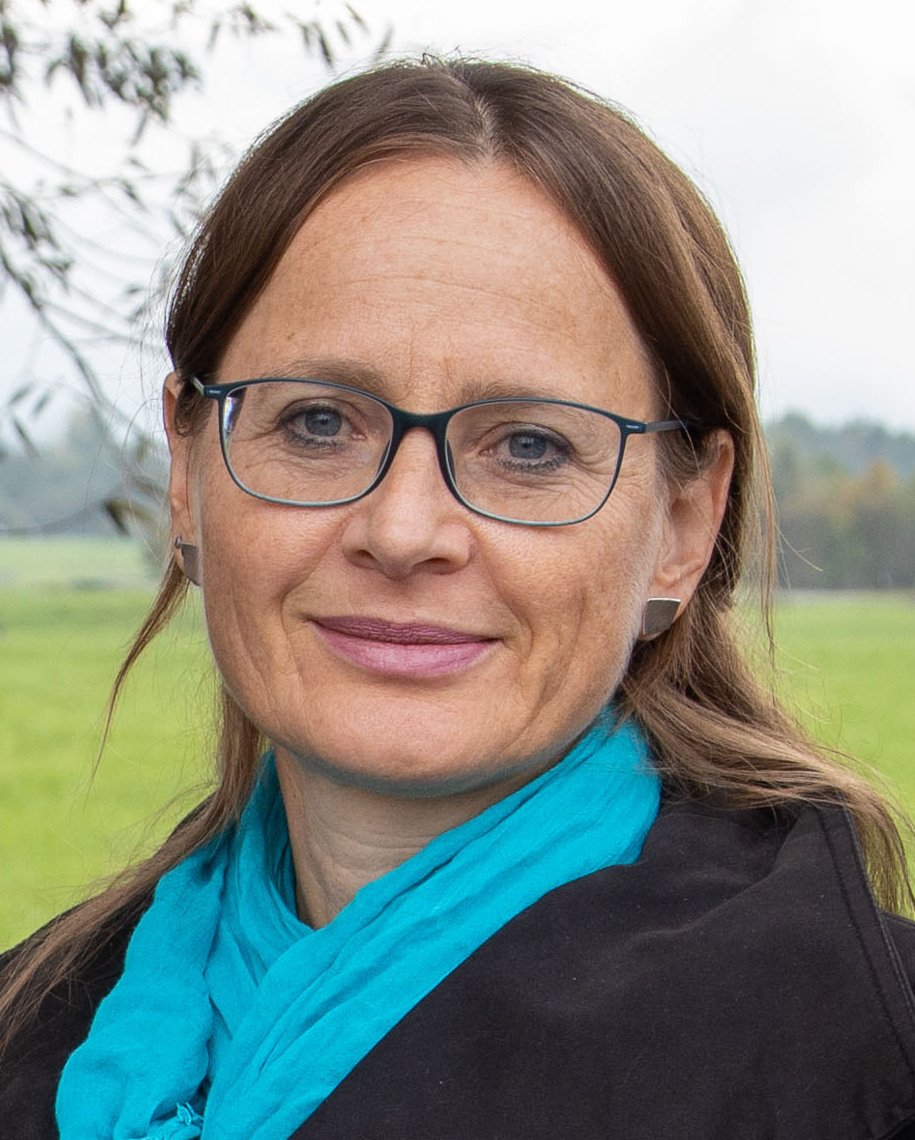
Martina Berthold (GRÜNE)
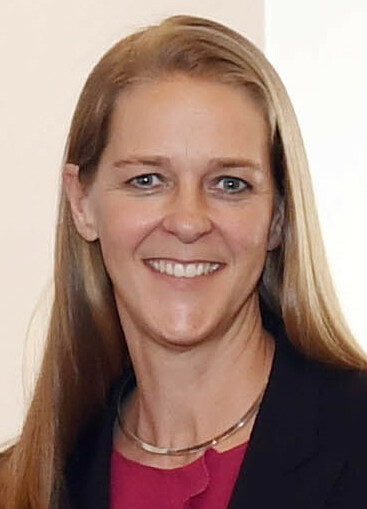
Andrea Klambauer (NEOS)
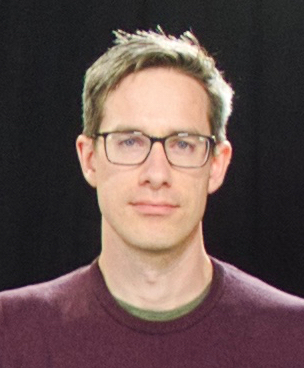
Kay-Michael Dankl (KPÖ Plus)

## Sonntagsfrage
Am 7. April 2023 kritisierte der Politikwissenschaftler Peter Filzmaier die zur Landtagswahl veröffentlichten Umfragen wegen der verwendeten Erhebungsmethodik, der zu geringen Zahl an Befragten oder mangelnder Aktualität als bedenklich. Auch würde sich rund ein Viertel der Wahlberechtigten erst in der Intensivphase des Wahlkampfes entscheiden, ein Umstand der in den Umfragen nicht berücksichtigt werden könne.
Im Folgenden sind sämtliche bekannte Umfragewerte sowie die zugehörigen Befragungsdaten aufgeführt:
| Veröffentlichung | Institut/Auftraggeber              | Befragte | Zeitraum                                    | Methodik 1 | ÖVP     | SPÖ     | FPÖ     | GRÜNE  | NEOS  | KPÖ    | MFG   | Sonst.      |
| --- | ---------------------------------- | -------- | ------------------------------------------- | ---------- | ------- | ------- | ------- | ------ | ----- | ------ | ----- | ----------- |
| 23.04.2023 | Landtagswahl                       | —        | —                                           | —          | 30,4 %  | 17,9 %  | 25,8 %  | 8,2 %  | 4,2 % | 11,7 % | 0,8 % | 1,0 %       |
| 13.04.2023 | Market-Lazarsfeld/ÖSTERREICH       | 800      | 06.-11.04.2023                              | O          | 31 %    | 21 %    | 28 %    | 7 %    | 6 %   | 5 %    | —     | 2 %         |
| 04.04.2023 | GMK/Bezirksblätter Salzburg        | 500      | 15.–22.03.2023                              | T          | 33–37 % | 19–23 % | 19–23 % | 8–10 % | 4–6 % | 5–7 %  | 0–1 % | WIRS: 1–3 % |
| 31.03.2023 | Market-Lazarsfeld/ÖSTERREICH       | 800      | 23.-28.03.2023                              | O          | 29 %    | 21 %    | 29 %    | 7 %    | 7 %   | 5 %    | —     | 2 %         |
| 18.03.2023 | Peter Hajek/Salzburger Nachrichten | 800      | 09.-16.03.2023                              | T + O      | 33 %    | 17 %    | 25 %    | 9 %    | 7 %   | 6 %    | 1 %   | WIRS: 2 %   |
| 20.12.2022 | GMK/Bezirksblätter Salzburg        | 800      | Nov./Dez. 2022                              | T          | 35 %    | 22 %    | 20 %    | 9 %    | 8 %   | 4 %    | 1 %   | 1 %         |
| 12.12.2022 | IFDD/Puls24                        | 800      | 07–21.11.2022                               | O          | 31 %    | 25 %    | 21 %    | 9 %    | 8 %   | 1 %    | 2 %   | 3 %         |
| 25.08.2022 | Market-Lazarsfeld/ÖSTERREICH       | 397      | August 2022                                 | O          | 22 %    | 24 %    | 24 %    | 8 %    | 8 %   | —      | 5 %   | 9 %         |
| 07.05.2022 | Peter Hajek/Salzburger Nachrichten | 800      | 29.04.2022–06.05.2022                       | T + O      | 34 %    | 24 %    | 15 %    | 12 %   | 8 %   | —      | 6 %   | 1 %         |
| 19.01.2022 | GMK/Bezirksblätter Salzburg        | 800      | 09.–15.11.2021 (400) + 03.–07.01.2022 (400) | T          | 44 %    | 18 %    | 13 %    | 11 %   | 6 %   | 2 %    | 6 %   | 0 %         |
| 23.12.2020 | GMK/Bezirksblätter Salzburg        | 400      | Dezember 2020                               | T          | 45 %    | 15 %    | 16 %    | 13 %   | 8 %   | —      | —     | 3 %         |
| 24.12.2019 | GMK/Bezirksblätter Salzburg        | 400      | Dezember 2019                               | T          | 45 %    | 13 %    | 15 %    | 16 %   | 8 %   | —      | —     | 3 %         |
| 26.12.2018 | GMK/Bezirksblätter Salzburg        | n. a.    | Dezember 2018                               | T          | 41 %    | 21 %    | 19 %    | 8 %    | 8 %   | —      | —     | 3 %         |
| 22.04.2018 | Landtagswahl                       | —        | —                                           | —          | 37,8 %  | 20,0 %  | 18,8 %  | 9,3 %  | 7,3 % | 0,4 %  | n.k.  | 6,4 %       |
| 1 laut den VdMI-Qualitätsrichtlinien sind reine Online-Befragungen für Sonntagsfragen nicht geeignet. T = Telefonisch, O = Online, P = Persönlich |                                    |          |                                             |            |         |         |         |        |       |        |       |             |

## Ergebnisse
Drei Tage nach der Wahl am 23. April hat die Landeswahlbehörde das amtliche Endergebnis der Landtagswahl verkündet. Es gab keine Änderungen mehr zum vorläufigen Ergebnis am Sonntagabend.

Mehrheiten in den Gemeinden

|                 | Ergebnisse 2023 | Ergebnisse 2023 | Ergebnisse 2023 | Ergebnisse 2018 | Ergebnisse 2018 | Ergebnisse 2018 | Differenzen | Differenzen | Differenzen |
| --------------- | --------------- | --------------- | --------------- | --------------- | --------------- | --------------- | ----------- | ----------- | ----------- |
|                 | Stimmen         | %               | Mand.           | Stimmen         | %               | Mand.           | Stimmen     | %           | Mand.       |
| Wahlberechtigte | 386.972         |                 |                 | 390.091         |                 |                 | -3.119      |             |             |
| Gesamt          | 274.521         | 70,94 %         | 36              | 253.396         | 64,96 %         | 36              | +21.125     | +5,98 %     | ±0          |
| Ungültig        | 5.331           | 1,94 %          |                 | 2.857           | 1,13 %          |                 | +2.474      | +0,81 %     |             |
| Gültig          | 269.190         | 98,06 %         |                 | 250.539         | 98,87 %         |                 | +18.651     | -0,81 %     |             |
| Partei          |                 |                 |                 |                 |                 |                 |             |             |             |
| ÖVP             | 81.752          | 30,37 %         | 12              | 94.642          | 37,78 %         | 15              | -12.890     | -7,41 %     | -3          |
| FPÖ             | 69.310          | 25,75 %         | 10              | 47.194          | 18,84 %         | 7               | +22.116     | +6,91 %     | +3          |
| SPÖ             | 48.099          | 17,87 %         | 7               | 50.175          | 20,03 %         | 8               | −2.076      | −2,16 %     | −1          |
| KPÖ             | 31.383          | 11,66 %         | 4               | 1.014           | 0,40 %          | —               | +30.369     | +11,26 %    | +4          |
| GRÜNE           | 22.074          | 8,20 %          | 3               | 23.337          | 9,31 %          | 3               | −1.263      | −1,11 %     | ±0          |
| NEOS            | 11.310          | 4,20 %          | —               | 18.225          | 7,27 %          | 3               | -6.915      | -3,07 %     | -3          |
| WIRS            | 3.191           | 1,19 %          | —               | n.k.            | n.k.            | n.k.            | +3.191      | +1,19 %     | ±0          |
| MFG             | 2.071           | 0,77 %          | —               | n.k.            | n.k.            | n.k.            | +2.071      | +0,77 %     | ±0          |
| FPS             | n.k.            | n.k.            | n.k.            | 11.386          | 4,54 %          | —               | -11.386     | -4,54 %     | ±0          |
| MAYR            | n.k.            | n.k.            | n.k.            | 4.385           | 1,75 %          | —               | -4.385      | -1,75 %     | ±0          |
| CPÖ             | n.k.            | n.k.            | n.k.            | 181             | 0,10 %          | —               | -181        | -0,10 %     | ±0          |

## Regierungsbildung zwischen ÖVP und FPÖ
| Parteien                           | Sitze |
| ---------------------------------- | ----- |
| Zweidrittelmehrheit (ab 24 Sitzen) |       |
| ÖVP, FPÖ, SPÖ                      | 29    |
| Absolute Mehrheit (ab 19 Sitzen)   |       |
| ÖVP, FPÖ                           | 22    |
| ÖVP, SPÖ, GRÜNE                    | 22    |
| ÖVP, SPÖ                           | 19    |
| Sitze gesamt                       | 36    |

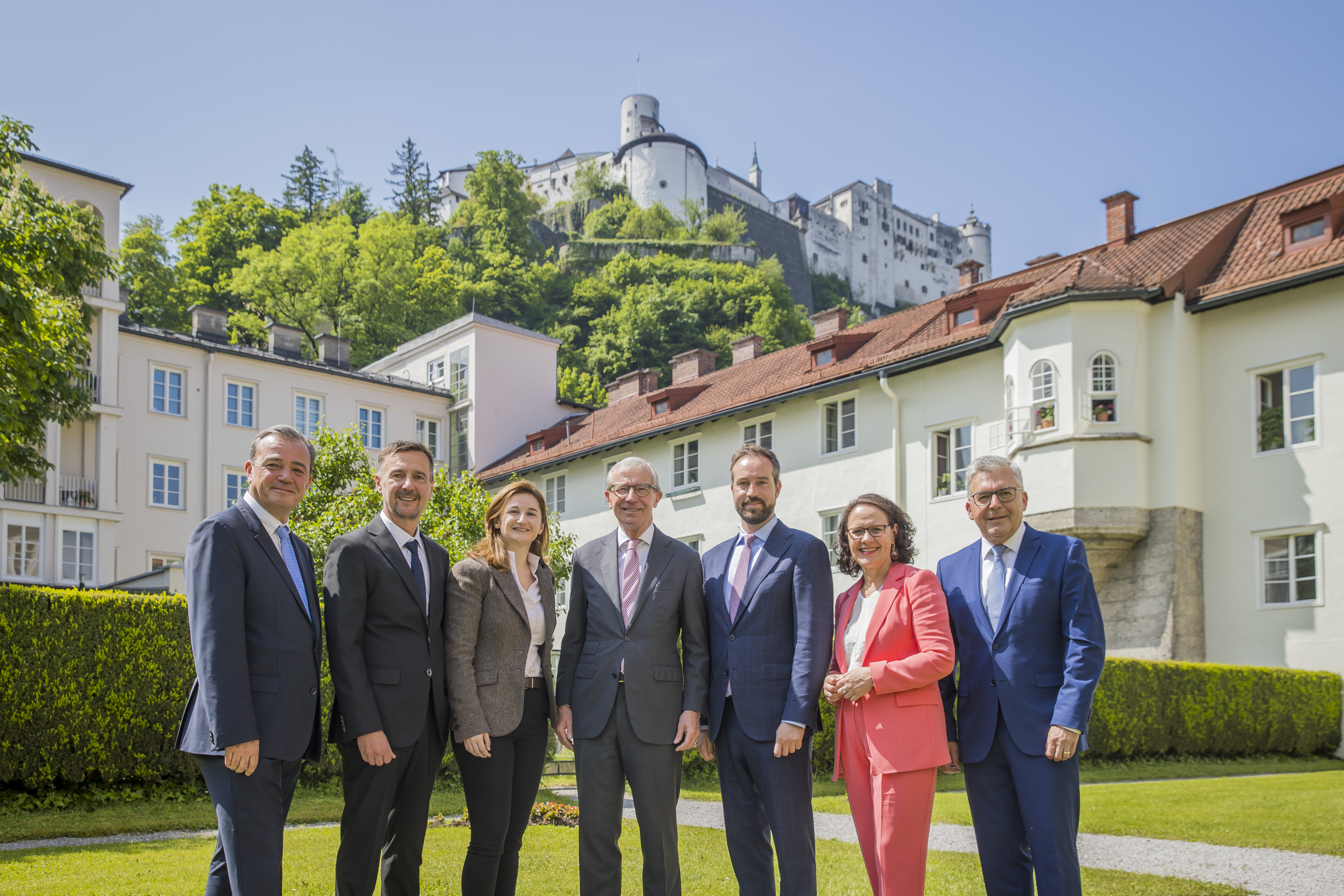
Die neue Salzburger ÖVP-FPÖ-Landesregierung

Am 2. Mai 2023 gab die ÖVP bekannt, man werde laut einstimmigem Vorstandsbeschluss mit der FPÖ in Koalitionsverhandlungen eintreten. Die zuvor von Haslauer als „Allianz für Salzburg“ in Erwägung gezogene große Dreierkoalition aus ÖVP, SPÖ und FPÖ wurde von der SPÖ abgelehnt.
Vor der Landtagswahl hatten Landeshauptmann Haslauer und die ÖVP eine mögliche Koalition mit der FPÖ stets abgelehnt und auf deren konfrontative Rhetorik verwiesen, vor allem in Bezug auf den österreichischen FPÖ-Parteichef Herbert Kickl. Nach der Landtagswahl änderte sich dies insofern, als viele ÖVP-Bürgermeister in ländlichen Gemeinden, wo die FPÖ stark abgeschnitten hatte, eine Zusammenarbeit mit der FPÖ favorisierten, um den Wählerwillen abzubilden. Dem schloss sich auch Landeshauptmann Haslauer in seinen Aussagen vom 2. Mai an.
So entstand die dritte schwarz-blaue Koalition bzw. das dritte Arbeitsübereinkommen auf Länderebene in Österreich, nach Oberösterreich und Niederösterreich (Anmerkung: in Ober- und Niederösterreich sind aufgrund des Proporz-Systems zwar auch andere Parteien in den Landesregierungen vertreten, in den Landtagen der beiden Länder gibt es aber Koalitionen von ÖVP-FPÖ, um Landesgesetze zu beschließen.)
Von den anderen Parteien bzw. von der Kulturszene kam massive Kritik an den Regierungsverhandlungen mit der FPÖ.
Am 14. Juni 2023 wurde die neue schwarz-blaue Landesregierung bzw. deren Mitglieder mit den Stimmen der Regierungsparteien im Salzburger Landtag gewählt und angelobt – sie ist damit die erste ÖVP-FPÖ-Landesregierung der Geschichte in Salzburg. Zuvor war die FPÖ bis 1999 aufgrund des bis dahin geltenden Proporzes bereits in mehreren Salzburger Landesregierungen zusammen mit ÖVP und SPÖ vertreten.